# 岡山県道317号千屋実大佐線
岡山県道317号千屋実大佐線（おかやまけんどう317ごう ちやさねおおさせん）は、岡山県新見市を通る一般県道である。

## 概要
起点が新見市千屋実ではなく新見市千屋になっているのは国道180号の改良により接続点が移動したためである。

### 路線データ
- 起点：岡山県新見市千屋（国道180号交点、岡山県道・鳥取県道11号新見多里線起点）
- 終点：岡山県新見市大佐大井野（岡山県道・鳥取県道112号大佐日野線交点）
- 総延長：15.0 km

## 歴史
- 1960年（昭和35年）3月18日 - 岡山県告示第335号により認定される。
- 1972年（昭和47年） - 岡山県の県道番号再編により現行の路線番号に変更される。
- 2005年（平成17年）3月31日 - 新見市と阿哲郡の全4町が対等合併して改めて新見市が発足したことに伴い全区間が新見市域のみを通る路線になり、併せて終点の地名表記が変更される（阿哲郡大佐町大井野→新見市大佐大井野）。
- 2006年（平成18年）4月1日 県道の管理権限を岡山県から新見市へ移譲[1]。

## 地理

### 通過する自治体
- 新見市

### 交差する道路
| 交差する道路                               | 交差する場所 | 交差する場所 |
| ------------------------------------------ | ------------ | ------------ |
| 国道180号 岡山県道・鳥取県道11号新見多里線 | 千屋         | 起点         |
| 岡山県道443号大井野千屋花見線              | 大佐大井野   |              |
| 岡山県道・鳥取県道112号大佐日野線          | 大佐大井野   | 終点         |

### 沿線
- 高梁川
- 御洞滝
- 大佐ダム湖